# Руланд, Мартин Старший
Мартин Руланд Старший (нем. Martin Ruland der Ältere, 1532 — 3 февраля 1602) — германский врач и алхимик, последователь Парацельса.
Мартин Руланд родился во Фрайзинге и там же начал свою врачебную практику. Переехав в Лауинген продолжил образование в гимназии Альберта Великого. В числе интересов Руланда была также лингвистика, о чём свидетельствует его книга о греческих и латинских синонимах. В 1568 году он издал две книги о пользе купаний. Одну на немецком языке, в которой произвёл сравнение достоинство целебных вод Германии, другую на латыни с описанием термальных источников. В связи с популярностью в XVI веке бальнеологических методов лечения, к данной теме Руланд возвращался и позднее. В трактате Curationes Empiricae et Historicae Руланд рассматривал заболевания с точки зрения естественной истории. В нём он впервые в истории медицинской литературы в качестве доказательства эффективности предлагаемых лекарственных средств привёл списки пациентов, которым данные средства помогли.
В Лауингене Мартин Руланд служил городским лекарем, затем лейб-медиком пфальцграфа Филиппа Людвига. В конце жизни вместе с сыном, служил в Праге придворным врачом и алхимиком императора Рудольфа II. В 1597 году Руланд написал небольшую книгу о бубонной чуме, в которой рекомендовал использовать розовую воду, и тогда же большой трактат по алхимии. Незадолго до своей смерти в 1602 году взялся за амбициозную задачу составления немецко-латинского словаря алхимических терминов, включая введённые Парацельсом. Этот труд был завершён его сыном, Мартином Руландом Младшим.

## Сочинения
- Medicina Practica Recens et Nova (Страсбург: Rihel, 1567);
- De Phlebotomia: Morbisque per eam currandis (Страсбург: Josias Rihelius, 1567);
- Vom Wasserbaden Drei Theil (Диллинген: Sebald Mayer, 1568);
- Hydriatrice: Aquarum Medicarum Sectiones Quatuor (Диллинген: Sebaldus Mayer, 1568);
- Curationes Empiricae et Historicae (1578; Базель: Henricus Petrus[нем.], 1580)
- Balnearium Restauratum (Базель: Johann Georg, 1580);
- Formulae et Elegantiae Graecarum Locutionum et Phrasum (Аугсбург: Michael Manger, 1582);
- Synonyma, seu, Copia Verborum Graecorum (Базель: Johannes Lertout, 1585);
- Problemata de Ortu Animae (Базель, 1595);
- Loimagogus: Kurzer und doch gegrundter Unterricht Regiments und Ordnunge / wie man sich in jetzt grassirenden Pestilentz leufften verhalten / praeserviren / und wie man solche eigentlich erkennen soll (1597; Лейпциг: Jacob Apel, 1607);
- Progymnasmata Alchemiae, sive Problemata Chymica (Франкфурт-на-Майне: Zacharius Palthenius, 1597);
- Lexicon Alchemiae, sive, Dictionarium Alchemisticarum (Франкфурт-на-Майне: Zacharius Palthenius, 1612).